# Kerkhof van Tienen
Het Kerkhof van Tienen is een gemeentelijke begraafplaats in de Franse gemeente Tienen in het Noorderdepartement. Het kerkhof ligt in het dorpscentrum rondom de Église Saint-Pierre.

## Brits oorlogsgraf
Op het kerkhof ligt het graf van F.A. Long, soldaat bij de Royal Fusiliers. Hij stierf op 10 april 1917 en zijn graf wordt onderhouden door de Commonwealth War Graves Commission. In de CWGC-registers is het kerkhof opgenomen als Thiennes Churchyard.